# Озанс
Оза́нс (фр. Auzances, окс. Ausança) — коммуна во Франции, в регионе Лимузен. Департамент коммуны — Крёз. Входит в состав кантона Озанс. Округ коммуны — Обюссон.
Код INSEE коммуны — 23013.

## Население
Население коммуны на 2010 год составляло 1336 человек.
| 1962 | 1968 | 1975 | 1982 | 1990 | 1999 | 2010 |
| ---- | ---- | ---- | ---- | ---- | ---- | ---- |
| 1524 | 1566 | 1665 | 1732 | 1536 | 1371 | 1336 |

## Экономика
В 2010 году среди 717 человек трудоспособного возраста (15—64 лет) 495 были экономически активными, 222 — неактивными (показатель активности — 69,0 %, в 1999 году было 71,0 %). Из 495 активных жителей работали 438 человек (220 мужчин и 218 женщин), безработных было 57 (37 мужчин и 20 женщин). Среди 222 неактивных 38 человек были учениками или студентами, 119 — пенсионерами, 65 были неактивными по другим причинам.